# 城堡棋
城堡棋（捷克語：Grody），是流傳於捷克的兩人棋類。

## 棋具
- 19*19道棋盤，同圍棋棋盤。部分棋線劃粗線，代表城牆。J4、J16代表集鎮，各屬一方。

- 每方棋子以顏色區分敵我，各方八枚。

## 大致規則
- 依初始布置放棋。

- 每方輪流以縱或橫向移動一枚己棋至空或敵棋位，不得越子或越過城牆。若至敵棋處，將該敵棋移除。
  - 在城牆內或非城牆移動，移動格數不限，不得轉向。
  - 移入或移出城牆，移動格數限一格。

- 先消滅所有敵棋或抵達敵方集鎮處獲勝[1]。

## 外部連結
- 線上遊戲 （页面存档备份，存于）